# Jean de Paleologu
Jean de Paleologu dit aussi de Paléologue ou Jean Paleologue (1855-1942), est un  peintre, illustrateur et affichiste roumain, naturalisé américain, qui a souvent utilisé Pal ou PAL comme signature ou marque d'atelier. Il a travaillé à Londres, Paris, New York et en Floride.

## Biographie
Né à Bucarest et sans doute lié à l'ancienne famille Paléologue, il fait des études d'art à Londres, puis retourne en Roumanie où il termine ses études à l'École spéciale d'artillerie et du génie militaire (Şcoala Specială de Artilerie şi Geniu, fondée en 1881). Il retourne ensuite à  Londres, vers 1889-1890, où il produit des illustrations pour des ouvrages, dont Golden Lives: The Story of A Woman's Courage de Frederick Wicks (en) (Blackwood & Sons, 1891) et collabore à Vanity Fair (version britannique). Il devient membre de l'Eccentric Club (en). Il pourrait également, empruntant le nom de « Julius Price », être en réalité l'auteur de l'affiche Daly's Theatre, An Artist's Model (Londres, avant 1893), reproduite dans Les Maîtres de l'affiche.
Il s'établit ensuite à Paris,. Il y fonde l'Atelier Pal, rue Denfert-Rochereau, et travaille entre autres avec l'imprimerie fondée par Paul Dupont. Il illustre Petits poèmes russes de Catulle Mendès, recueil publié par les éditions Charpentier en 1893. Il réalise un grand nombre d'affiches lithographiées, notamment des publicités pour le cyclisme, et participe également à la collection JOB. Il collabore à de nombreux périodiques français, comme Le Rire, La Plume, Cocorico, Le Frou-frou, Sans-Gêne, La Vie en rose.

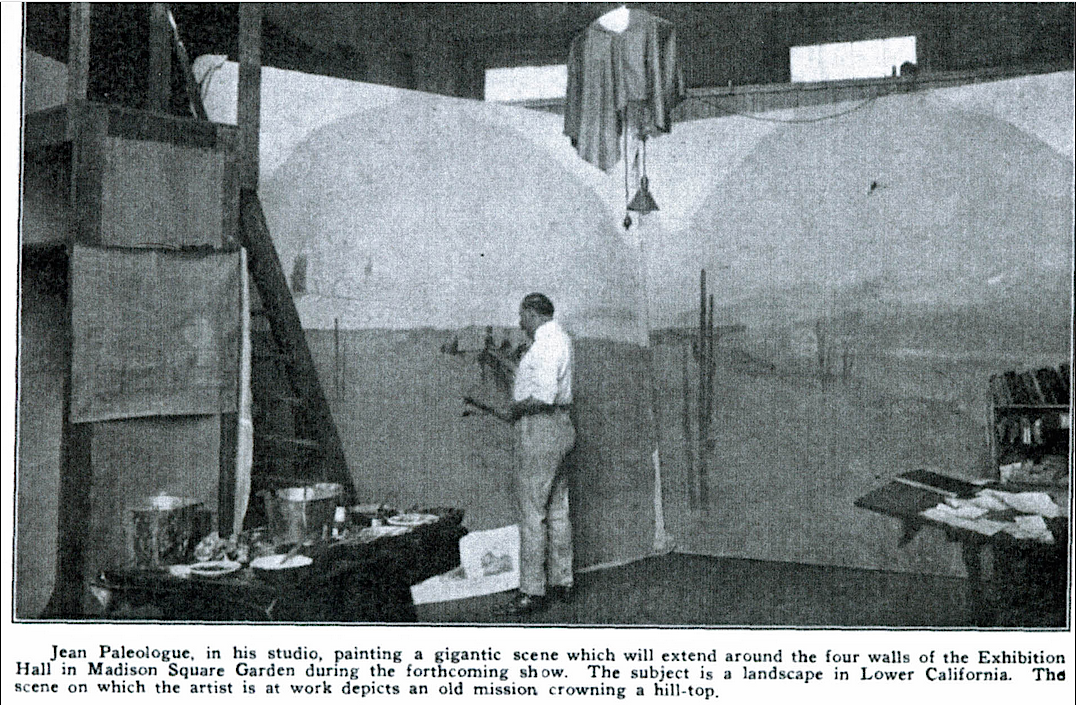
Jean Paleologue peignant des panneaux au Madison Square Garden (avant 1928).

Il s'installe aux États-Unis en 1900, mais poursuit durant quelques années ses collaborations avec des commanditaires parisiens (Exposition internationale de l'automobile, éditions Sansot, etc.). Il collabore pour des périodiques comme The Strand Magazine, Motor (édité par Hearst), au Cycle and Automobile Trade Journal, et au New York Herald Tribune. Il exécute une série d'affiches, pour la Coupe Vanderbilt de 1908, le savon Durban Oil & Soap, les cigares New Cremo Victoria, etc.
Aux États-Unis, sous le nom de « Jean Paleologue », devenu citoyen américain en 1923, il peint des portraits de comédiens et d'artistes de music-hall, ainsi que des fresques. Il travaille pour des entreprises spécialisées dans la publicité et le design graphique, entre autres pour l'industrie automobile et cinématographique. Il quitte New York pour s'installer en Floride en 1927, et enseigne la peinture, tout en acceptant de nombreuses commandes dans le cadre du Federal Art Project.
Paleologu meurt à Miami Beach.

## Galerie

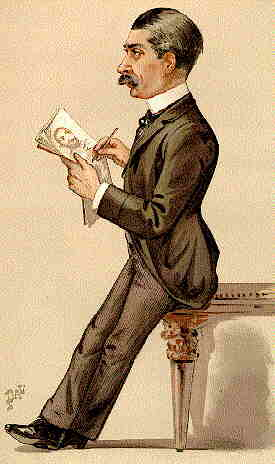
Leslie Ward (Spy) Vanity Fair, 1889
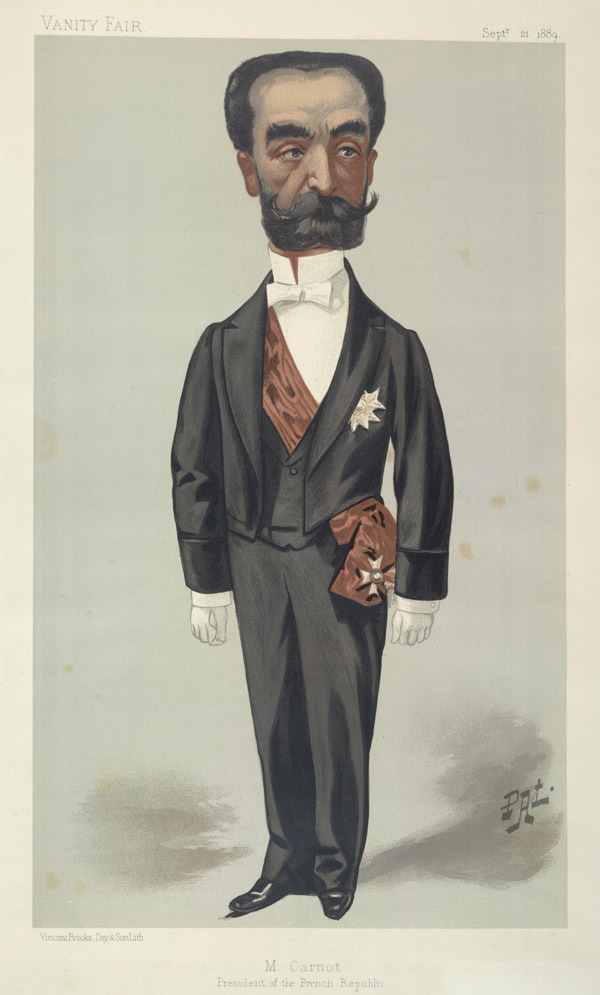
Sadi Carnot Vanity Fair, 1889
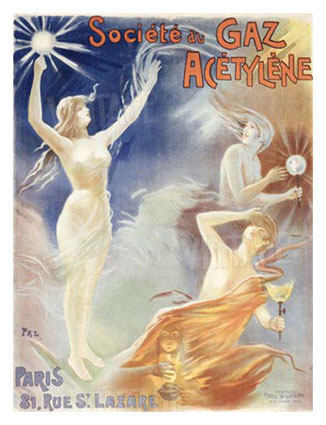
Affiche publicitaire de la Société du Gaz Acétylène
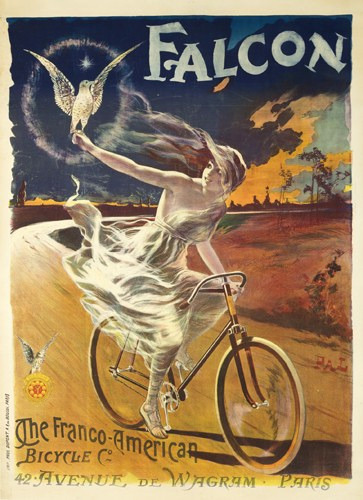
Affiche publicitaire pour les cycles Falcon
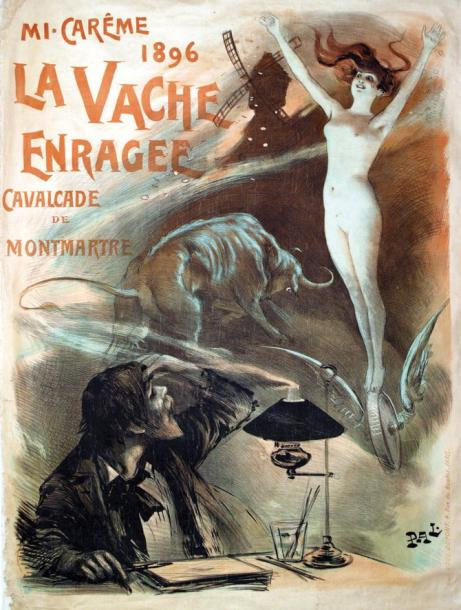
Affiche La Vache enragée
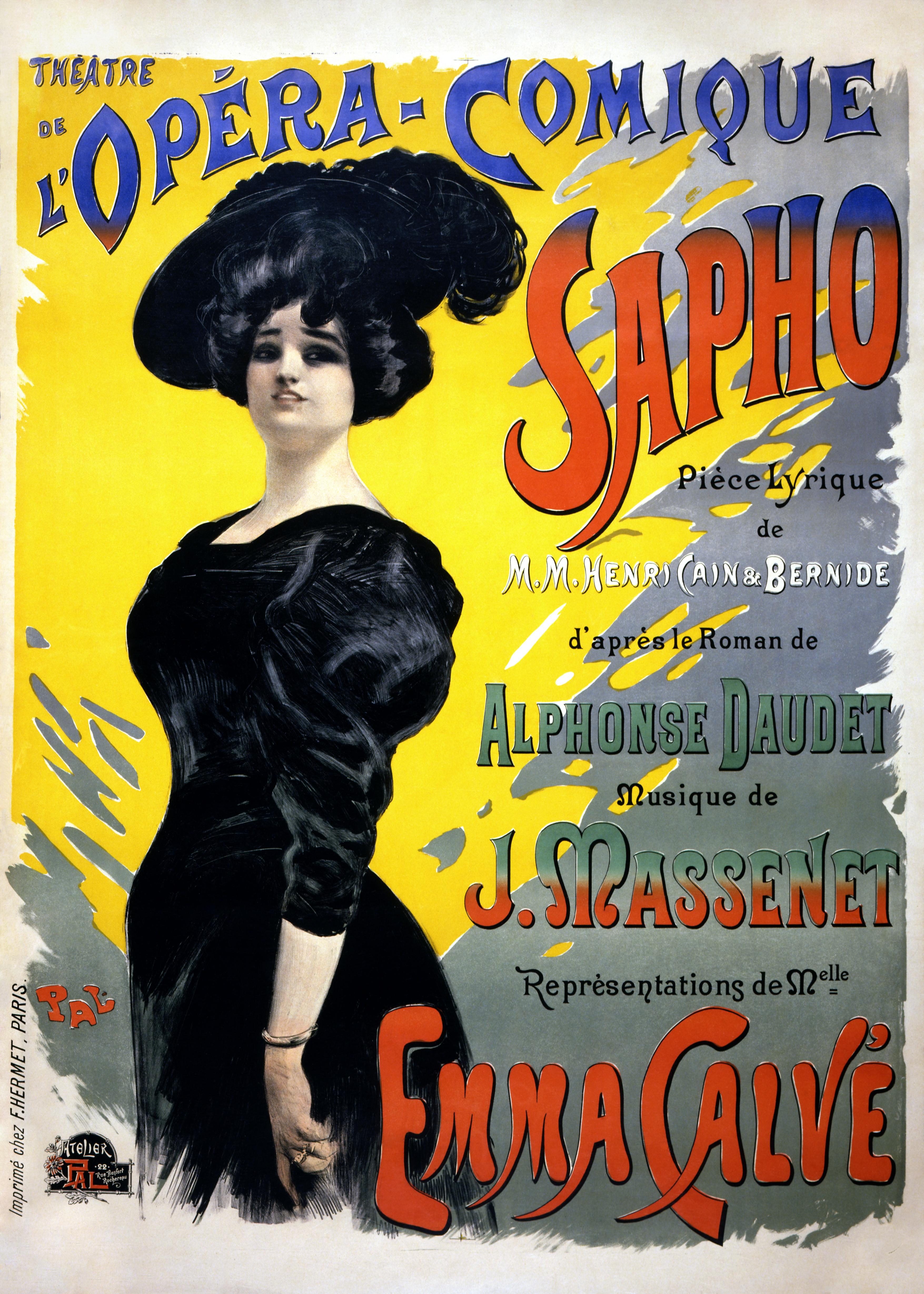
Affiche pour la première de Sapho de Massenet
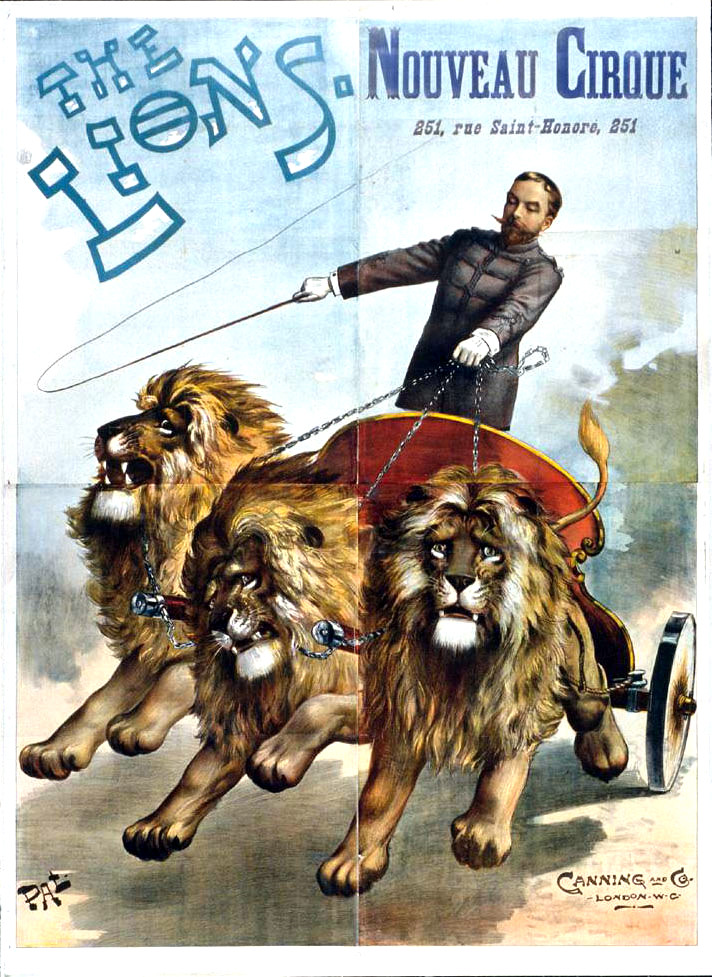
Affiche pour le Nouveau Cirque de Paris
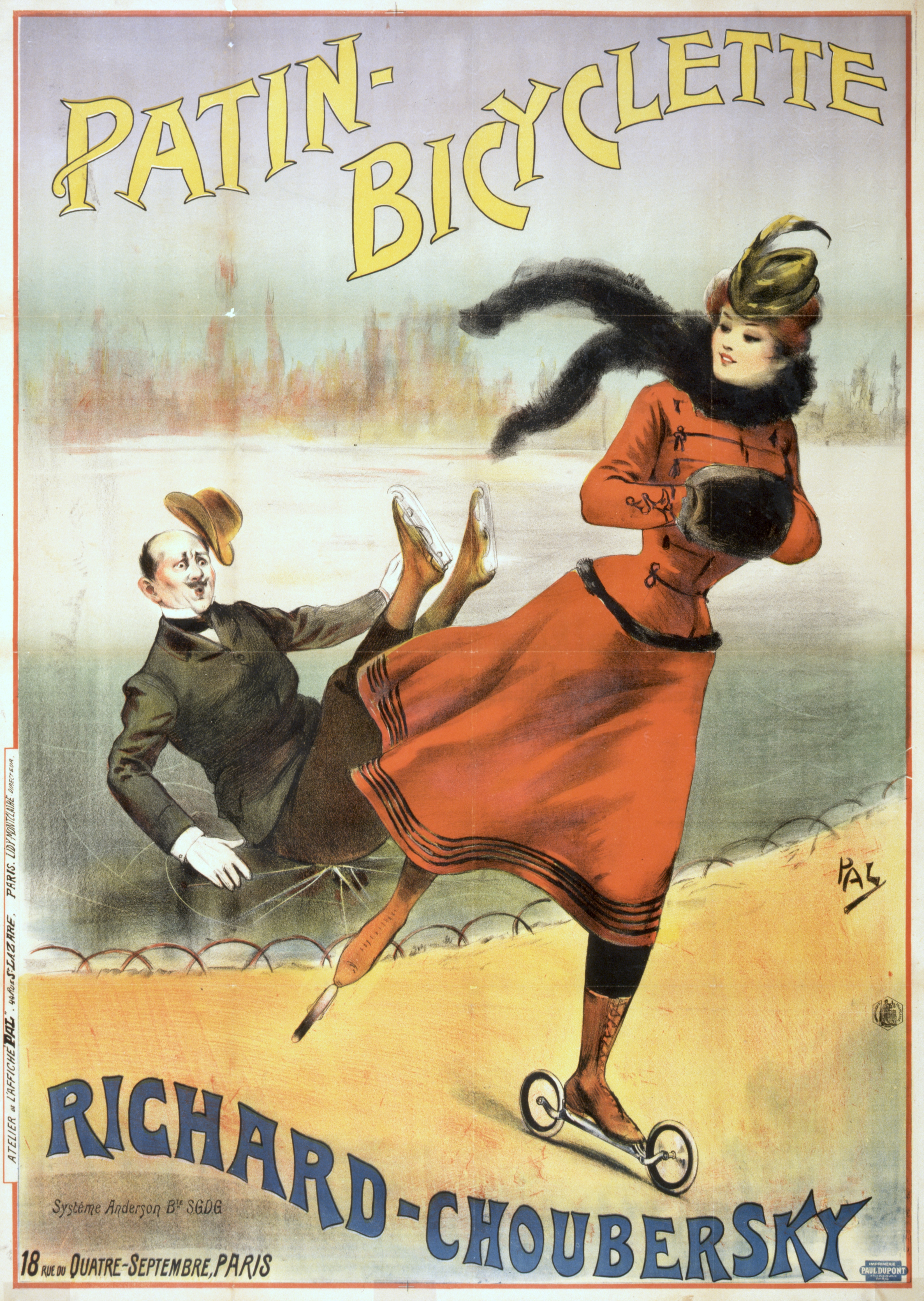
Affiche pour le patin-bicyclette Richard Choubersky
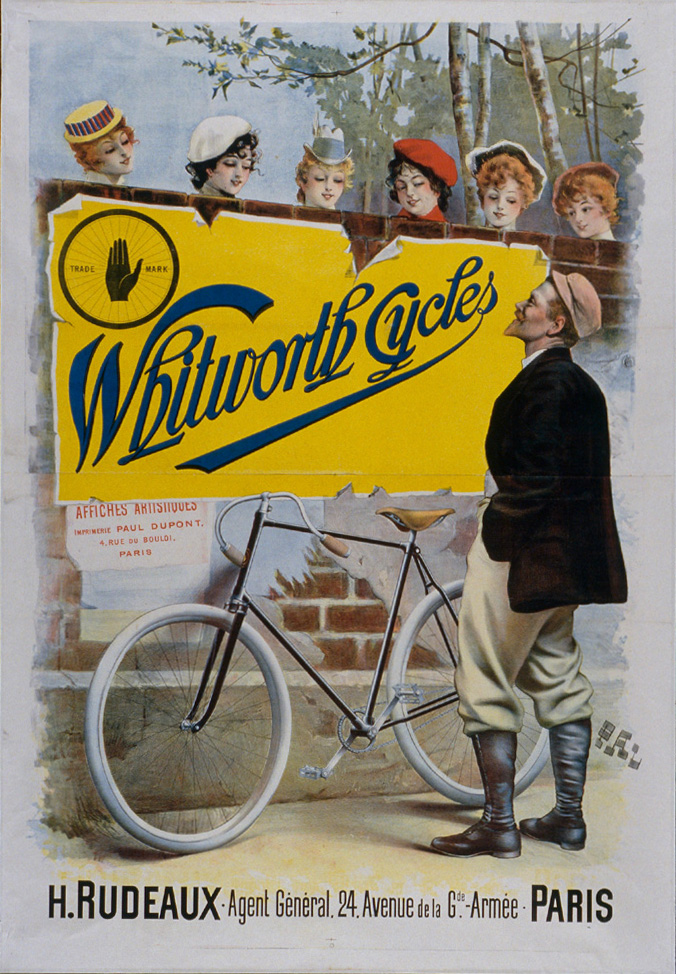
Affiche pour les Cycles Whitworth
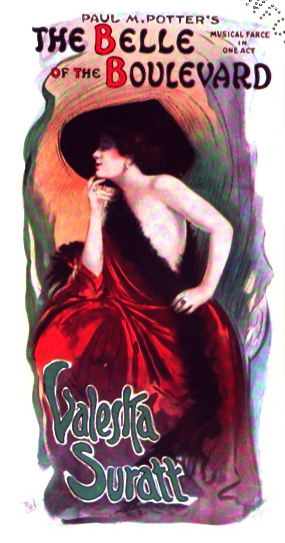
Affiche pour The Belle of the Boulevard, avec Valeska Suratt (New York, 1910).
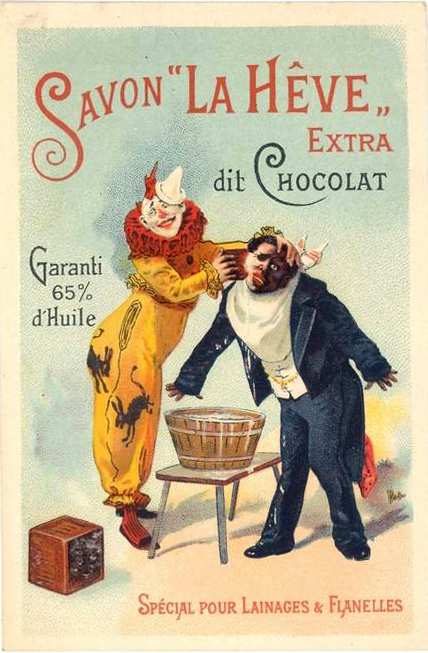
Publicité de Pal pour le savon « La Hêve » représentant Foottit et Chocolat (vers 1896)[10],[11].